# 北條公時
北条公時（日语：／ Hōjō Kimitoki，1235年—1296年2月10日）是日本鎌倉時代中期至後期武將，北條氏一門，名越流第3任當主，父親是第2任當主北條時章，母親是二階堂行有之女。按《吾妻鏡》和《關東開闢皇代並年代記事》中的《北條系圖》記載，公時通稱為「尾張次郎」，故此推斷應為時章次子。

## 生涯
公時精通弓術，先後在寶治2年（1248年）的百番小笠懸、建長2年（1250年）5月10日的馬場殿笠懸和同年8月18日的犬追物獲選為弓箭手，另外亦擅長蹴鞠，因而在弘長3年（1263年）獲任命為鞠奉行。公時最初擔任將軍藤原頼嗣和宗尊親王等人的近習，後來在文永2年（1265年）於31歳時就任引付眾參與幕政。其後，公時伯父名越光時有份策劃宮騷動一事，導致名越家與得宗家關係惡化，公時與其父時章為了修補兩家關係，盡心盡力。
北條時宗元服時，公時與叔父北條教時共同獻上鎧甲慶賀。文永9年（1272年）爆發的二月騷動中，公時之父時章和叔父教時懷疑謀反而被誅殺，時章的所領的肥後和筑前守護職也被沒收。原本，公時也有謀反的嫌疑，但是後來證實時章無意謀反後，公時獲得赦免。換言之，公時在二月騷動發生時的動向不明。
文永11年（1274年），公時獲任命為評定眾，後來從四號逐級升至二號引付頭人，雖然引付一度改為執奏，但是不久後又重新採用引付制度，公時亦再次擔任二號引付頭人直至過世為止。後來，公時亦成為寄合眾，盡心輔佐得宗家的同時嘗試復興名越流的地位。弘安7年（1284年）4月，鎌倉幕府第8任執權時宗死去，公時便出家，號道鑒。永仁3年（1295年）12月28日，公時死去，享年61歲。按《續群書類從》中的《北條系圖》記載，公時雖然是死於28歳，但是被認為是明顯的誤記。另外，有些說法指公時是死於永仁2年（1294年）12月28日死去，《系圖篡要》上記載為「被誅」。

## 經歷
- 康元元年（1256年），就任左近大夫將監。
- 正嘉元年（1257年）12月24日，成為御所樟番（日语：番衆）。
- 弘長3年（1263年）1月10日，就任蹴鞠奉行。
- 文永2年（1265年）6月11日，就任引付眾。
- 文永10年（1273年）6月21日，就任評定眾。
- 文永11年（1274年）1月，正五位下尾張守。
- 建治元年（1275年）7月6日，就任四號引付頭、越中和越後守護。
- 弘安7年（1284年）4月，出家，法名道鑒，稱尾張入道。
- 永仁元年（1293年）10月，引付眾廢止，改任執奏。
- 永仁2年（1294年）10月，就任二號引付頭。
- 永仁3年（1295年）12月28日，死去，享年61歲。